# Serica sponsa
Serica sponsa är en skalbaggsart som beskrevs av Dawson 1919. Serica sponsa ingår i släktet Serica och familjen Melolonthidae. Inga underarter finns listade i Catalogue of Life.